# Copamiento de la fábrica militar de Villa María
El episodio conocido como copamiento de la fábrica militar de Villa María es el nombre con el que se conoce a una operación realizada por parte del Ejército Revolucionario del Pueblo en la provincia de Córdoba (Argentina) en la noche del 10 al 11 de agosto de 1974 durante la presidencia de María Estela Martínez de Perón con el propósito de sustraer armamento a utilizar en futuras acciones de guerrilla.
En 2011, un grupo de estudiantes de la Universidad Nacional de Córdoba (Renata Falchetto, Verónica Figueroa y María Delfina López) realizó como tesis de grado el documental histórico testimonial "Decididos. El Caso de Villa María", el cual relata los hechos que ocurrieron la noche del copamiento, a través de las voces de varios protagonistas de la historia.  
Este trabajo fue reconocido por el Concejo de la ciudad de Villa María, que lo declaró de Interés Municipal.

## Antecedentes
En 1974, el ERP planeó el ataque simultáneo a dos blancos militares, uno era la Fábrica Militar de Pólvoras y Explosivos próxima a la localidad cordobesa de Villa María, y el otro el Regimiento de Infantería Aerotransportado 17 en San Fernando del Valle de Catamarca, donde se produciría la Masacre de Capilla del Rosario. El objetivo de ambas operaciones era la obtención de armamento.

## Acciones
A las 21:30 del 10 de agosto, seis integrantes de la Compañía Decididos de Córdoba entraron a «Pasatiempo», un hotel alojamiento cercano a la Fábrica Militar de Pólvora y Explosivos. Los guerrilleros redujeron al personal del hotel y a las parejas que se encontraban en el lugar. El resto de la compañía del ERP llegó en autos y camiones.
A las 23:30, Juan Eliseo Ledesma, el guerrillero a cargo de la operación, ordenó el asalto al cuartel. Un total de 60 guerrilleros iniciaron el asalto, tomando sin realizar combates los puestos de vigilancia 1 y 2 gracias a la ayuda brindada por tres soldados conscriptos simpatizantes de la guerrilla.
Las escuadras del grupo de recolección se desplegaron hacia las tres compañías del lugar, para copar sus salas de armamentos, reduciendo dos de ellas, pero la tercera (cercana al puesto de vigilancia 3) resistió el ataque. Por el puesto de vigilancia 1 ingresaron varios vehículos del ERP para cargar el botín. Otro grupo asaltó el Casino de Oficiales, donde se estaba llevando a cabo un evento social, y allí fue apresado el subdirector de la fábrica, mayor Argentino del Valle Larrabure.
Un tercer grupo, de aproximadamente 20 miembros, se dirigió a la casa del Director de la fábrica, teniente coronel Osvaldo Jorge Guardone, quien se encontraba allí enfermo y no había podido asistir al casino. Por alto parlante, la fracción del ERP pidió la rendición y entrega del oficial, ante la cual recibieron como respuesta un nutrido fuego desde la casa. El militar iba de una ventana a otra y variando el armamento, en un intento de confundir a los atacantes sobre el número de defensores. Si bien no participaron del combate, en la vivienda también se encontraban sus cinco hijos, el mayor de ellos de 13 años. Por su parte, la esposa del Director se hallaba en el casino de oficiales y fue quien le dio aviso de la situación.
Finalmente, esta fracción del ERP desistió de su propósito y se retiró, con un saldo de al menos tres heridos. Por esta acción, el teniente coronel Guardone fue condecorado con la medalla "La Nación Argentina al Heroico Valor en Combate".
Mientras tanto, dos móviles policiales de Villa María se aproximaron al hotel "Pasatiempo", tras haber sido puestos en conocimiento de los sucesos extraños que sucedían allí por una pareja que logró escapar. Los guerrilleros que se encontraban en el hotel los recibieron a tiros. Los policías, pensando que se trataban de simples ladrones se retiraron en busca de refuerzos. Uno de los móviles se dirigió hacia Villa María y el otro hacia el cuartel. Este móvil fue recibido en el cuartel con fuego de ametralladora realizado por los irregulares, y los policías terminaron rindiéndose.
Alrededor de la 01:30 llegaron varios patrulleros policiales. Unos 12 efectivos intentaron ingresar al hotel, realizando además disparos de advertencia para instarlos a rendirse. El fuego no fue respondido por los guerrilleros desde el hotel.
En ese momento, los equipos que habían copado la Fábrica Militar empezaron a retirarse de la unidad, y volvieron al hotel empleando cinco automóviles pertenecientes a oficiales del ejército. La policía, tomada por sorpresa, cesó el ataque.
La retirada de los guerrilleros se produjo por caminos vecinales para evitar cualquier posible corte de ruta.
La edición del "El Combatiente" del miércoles 14 de agosto de 1974 firmado por Mario Roberto Santucho afirmaba que la Compañía Decididos de Córdoba del ERP  había atacado  la fábrica defendida por 150 hombres del Ejército. Se había logrado tomar la unidad y se recuperaron dos toneladas de armas y municiones. En la acción había caído en combate Ivar Brollo, alias "Gordo" o "Manuel". En un enfrentamiento con la policía provincial en el hotel alojamiento que se utilizó como base del ataque fue herido César Argañaraz. En la retirada posterior volcó un auto de los guerrilleros a la altura de Alta Gracia y en ese accidente falleció Juan Carlos Boscarol (Chanchón) y además cayó prisionero herido Manuel Alberto González (Joaquín). César Argañaraz falleció de sus heridas mientras era atendido por el equipo médico del ERP (Bohoslasvky, 2011).  

## Resultado
Como resultado del copamiento los guerrilleros se llevaron aproximadamente 100 fusiles FAL, 10 ametralladoras Madsen, 4 MAG, 60 subfusiles PAM-M3A1 y cajones de munición, entre otros armamentos; el material no llegó a ser utilizado a los fines previstos porque el Ejército lo encontró durante un rastrillaje realizado en Tucumán.
En lo relativo a los combates, los resultados fueron los siguientes:
- 4 militares heridos (2 de ellos de suma gravedad).
- El capitán del Ejército Adolfo García, herido por un escopetazo en el abdomen al resistir su captura.
- 3 policías heridos al momento de regresar los guerrilleros provenientes del cuartel hacia el hotel (uno de ellos murió al poco tiempo).
- 1 guerrillero herido gravemente dentro del cuartel (luego falleció por las heridas recibidas).
- 1 guerrillero herido gravemente en el hotel (luego falleció por las heridas recibidas).[1]
- 1 guerrillero que falleció en el accidente de auto.

En esa acción cayeron tres combatientes del ERP: uno de ellos fue Ivar Brollo (Manuel o Manolete). El segundo fue el médico infectólogo José Luis  Boscarol (el Chanchón) fallecido en el accidente.  El  "Gordo" Ivar Brollo  recibió una ráfaga de FAL disparada por el Jefe de Unidad que le destrozó el hígado. Brollo fue operado por el mismo equipo médico-guerrillero que el dirigía ya que era médico al igual que Boscarol. Sufrió una hemorragia masiva que no pudo contrarrestarse y la hipoxia del shock terminó con su vida. El tercero fue César Argañaraz que murió de sus heridas.
El teniente coronel Argentino del Valle Larrabure permaneció 372 días encerrado en la denominada «cárcel del pueblo», negándose a colaborar con la guerrilla en la fabricación de explosivos. El 23 de agosto de 1975 apareció su cadáver con 47 kilos menos y signos de golpes y estrangulamiento. El Comando del Ejército informó que, durante su detención, el mayor había sido sometido a torturas. El ERP respondió que: «Acostumbrado a torturar y fusilar a todo combatiente que cae en sus manos, el Ejército quiere justificar su miserable actitud atribuyendo falsamente a los revolucionarios los mismos métodos que el utiliza». Según la versión del Ejército, y del  hijo de Larrabure, Arturo Larrabure,  el militar fue asesinado, pero según el ERP se trató de un suicidio. Una investigación del periodista y diputado provincial del Frente Social y Popular Carlos del Frade devela que la autopsia realizada  no demuestra que haya sido asesinado. Desde 2007 su hijo Arturo Larrabure insiste en los Tribunales por la reapertura de la causa y en este caso Vigo Leguizamón pide la indagatoria de Juan Arnold Kremer, que fue integrante de la conducción del ERP.